# 太陽新天地
太陽新天地（たいようしんてんち、簡: 太阳新天地购物中心、繁: 太陽新天地購物中心、拼音: Tàiyáng xīntiāndì）は中華人民共和国の広州天河区の珠江新城にあるショッピングモール。

## 概要
2012年に完成、開業。総床面積約15万平方メートル、珠江新城の最も大きいショッピングモールであり、アメリカのAltoon Partners LLPとイギリスのBenoy（フェラーリ・ワールド・アブダビのデザイナー)の共同設計。広州百嘉信集団が管理する。1,200台の駐車場を完備、バスまたは広州地下鉄５番線潭村駅を降りてすぐの場所にある。クラスロベルトカヴァリ、ダーク・ビッケンバーグ、ユニクロなどのブランド専門店が80店舗以上、マックスバリュスーパーマーケット、中影国際映画館がある。英語での名称は“Happy Valley”である。

## 周辺
近隣には珠江公園、広州馬会、曁南大学がある。また、高級住宅地やオフィスビル、ホテルが立ち並ぶ地域である。